# 数论 (印度哲学)
数论（羅馬化：或；字面意思是“计数”，音译为僧佉、僧祇）印度哲学的一个派别，被认为是最古老和最重要的流派之一。佛教称其为“迦毗罗论”或“雨众外道”、“雨际外道”。但数论并不属于早期佛典常提及的六师外道。六师外道为沙门思潮兴起的产物，其共同特点是反对吠陀及其垄断者婆罗门。而数论恰恰相反，它承认吠陀的权威，被视为正统的六派哲学之一（六派哲学分别是最占主流地位的吠檀多和数论、胜论、正理论、弥曼差、瑜伽）。数论的正统性可以从这一点看出来，即早期数论的思想被薄伽梵歌大量引用，而薄伽梵歌是迄今最具影响力的印度哲学著作之一。

## 理論
根据传统说法，数论的创始人是迦毗罗仙人(Kapila)（因此又称为“迦毗罗论”）。但是，没有任何可靠的证据能证明这一点。数论的核心思想是，宇宙由两大本原组成：补卢沙（最高精神）和原质（原初物质）。补卢沙，或称为神我，也就是梨俱吠陀中著名的《原人歌》的原人。原人歌中说原人是宇宙的本原，但众天神（提婆）却用他作了祭祀的牺牲，于是从他的躯体产生世间万物（尤其是四个种姓）。这实际上是反映了祭祀万能的思想。原质，按数论的观点，由所谓“三特質（三德，triguṇa)）”组成。三德分别是萨埵 sattva（明性、悅性、明亮的、智慧的、輕的）、罗阇rajas（變性、動性、變動的）和答磨tamas（惰性、闇性、黑暗的、愚痴的、沉重的）。根据《瑜伽胜论》，三德具有互相矛盾（或制约）的属性。“萨埵”倾向于探究事物的本原，“罗阇”倾向于動性的傲慢、贪婪和嗔怒，“答磨”倾向于惰性和不敏感。
一切事物都是原质在三德的作用下产生的。数论哲学又进一步把事物归类为“二十五谛”。二十五谛分别为：补卢沙（神我）、原质（或称为非显）、觉（菩提）、我慢、心識（manas）；然後是眼、耳、鼻、舌、皮肤（以上五种合称为五知根）、口、手、足、生殖器官、排泄器官（以上五种合称为五作根；五知根与五作根又合称为十根）；色、声、香、味、触（以上五种合称为五根境）；地、水、火、风、空（以上五种合称为五大）；。数论哲学认为，补卢沙是不动的，原质是运动的。人不是能动者，而只是原质的三种基本属性即三德的互相作用与活动的投影。三德就是包围“我”（个体灵魂）的束缚物，只有摆脱三德，才能实现解脱。但是因为人不是能动的，数论主张舍弃有为，专注于自我，通过认识自己的方法从三德中解脱出来。
早期数论（或称为“史诗数论”）与上面介绍的古典数论有所不同。两者都属于二元论，且术语和概念大多是一致的。不过早期数论接近于无神论，认为原质就是物质世界的根源；物质世界不依赖于补卢沙（宇宙精神）而单独存在，在三德的作用下是运动变化的，并且否定有可以脱离肉体的灵魂。但是后来它受到了吠檀多派哲学的严重影响，逐渐失去了这种特点。薄伽梵歌中引用的众多数论派观点实际上属于早期数论。

## 典籍
数论派最重要的经典是《数论颂》与《数论经》。前者是现存最古老的数论派文献，其中文译本名为《金七十论》，系数论破斥佛教的论书。据说此书（至少其偈颂部分）的作者是数论派学者自在黑。

## 脚注
1. ↑  梨俱吠陀，第10卷，第90首
2. ↑  《梵语文学史》，金克木著，江西教育出版社，ISBN 7539231505/I351·092，41页
3. ↑  Autobiography Of A Yogi，Paramahansa Yogananda，Self Realization Fellowship，1973，22页
4. ↑  楊惠南，印度哲學史，東大，2012年
5. ↑  《简编瑜伽胜论》，Swami Venkatesananda，1984，161页
6. ↑  《薄伽梵歌》，张保胜译本49页
7. ↑  《简编瑜伽胜论》，Swami Venkatesananda，1984，94页
8. ↑  《金七十論》：十六但變異者。空等五大，耳等五根，舌等五作根，及心。是十六法但從他生。不生他故但變異。
9. ↑  《薄伽梵歌》，张保胜译本13.6，注释1
10. ↑  《薄伽梵歌》，张保胜译本83页
11. ↑  《薄伽梵歌》，黄宝生译本
12. ↑  《薄伽梵歌》，张保胜译本26页
13. ↑  丁福保，《佛学大辞典》

## 资料来源
- 《薄伽梵歌》，张保胜译，中国社会科学出版社，ISBN 7-5004-0529-4
- 《薄伽梵歌》，黄宝生译，商务印书馆，ISBN 978-7-100-06501-6